# Pálos-Bognár Barbara
Pálos-Bognár Barbara (Győr, 1987. november 7. –) magyar válogatott kézilabdázó, irányító poszton játszik. Jelenleg a Budaörs Handball játékosa.

## Pályafutása

### Klubcsapatokban
Szülővárosában, a Győri ETO csapatában kezdte a pályafutását. A Rába-parti csapatban mutatkozott be a női élvonalban, majd fiatalon, tizenkilenc évesen a dán Aalborghoz került. Egy szezont töltött Dániában, majd 2008 nyarától a Debreceni VSC játékosa lett. Debrecenben három, majd ezt követően az Érdnél négy szezont töltött el, majd 2015 nyarától két évig újra Dániában, a Viborgban kézilabdázott. Egyéves dániai légióskodást követően hazatért Magyarországra és a Budaörs Handball játékosa lett. 2018 áprilisában újabb egy évre meghosszabbította szerződését.

### A válogatottban
A magyar válogatottban 2009-ben mutatkozott be, majd hosszas kihagyást követően 2017-ben Kim Rasmussen hívta meg újra a nemzeti csapat keretébe. A 2017-es világbajnokságról vállműtétje miatt maradt le. Rasmussen meghívta a 2018-as Európa-bajnokságra nevezett keretbe.

## Sikerei, díjai
- NB 1
  -  Arany: 2005, 2006
  -  Ezüst: 2004, 2007, 2010, 2011
  -  Bronz: 2009
- Magyar Kupa
  -  Arany: 2005, 2006, 2007
  -  Ezüst: 2004, 2009, 2011
- EHF-bajnokok ligája
  - elődöntős: 2007
- EHF-kupa
  - döntős: 2004, 2005
- EHF-kupagyőztesek Európa-kupája
  - döntős: 2006